# یواس‌اس هول (دی‌دی‌جی-۱۳)
یواس‌اس هول (دی‌دی‌جی-۱۳) (به انگلیسی: USS Hoel (DDG-13)) یک کشتی بود که طول آن ۴۳۷ فوت (۱۳۳ متر) بود. این کشتی در سال ۱۹۶۰ ساخته شد.